# ریسک نرخ ارز
ریسک نرخ ارز، (به انگلیسی: Currency Risk) گونه‌ای از ریسک مالی است، که در اثر خرید اوراق بهاداری که با نرخ ارز متفاوتی منتشر شده‌اند، به وجود می‌آید. احتمال این ریسک وقتی بیش‌تر می‌شود، که سرمایه‌گذار، دارایی‌هایی را در کشورهای مختلف خریداری نمایند. برای مثال یک سرمایه‌گذار آمریکایی که سهام منتشر شده‌ای را در ژاپن خریداری می‌کند، علاوه بر قبول ریسک ناشی از تغییر نرخ ین، ریسک حاصل از هرگونه تغییر در برابری ین با دلار را نیز پذیرفته است. هر چقدر نرخ ارز بین دو کشور نوسان‌پذیرتر باشد، ریسک نرخ ارز آن، بیش‌تر خواهد بود.